# Niendorf (Siemz-Niendorf)
Niendorf ist ein Ortsteil der Gemeinde Siemz-Niendorf im Westen des Landkreises Nordwestmecklenburg in Mecklenburg-Vorpommern (Deutschland). Der Ort gehört dem Amt Schönberger Land mit Sitz in der Stadt Schönberg an. Niendorf liegt vor den Toren der Großstadt Lübeck und ist Teil der Metropolregion Hamburg.

## Geografie
Niendorf liegt am Flüsschen Maurine, ca. 13 km südöstlich von Lübeck. Das hügelige Gebiet um den Ort erreicht Höhen bis zu 50 m ü. NN.

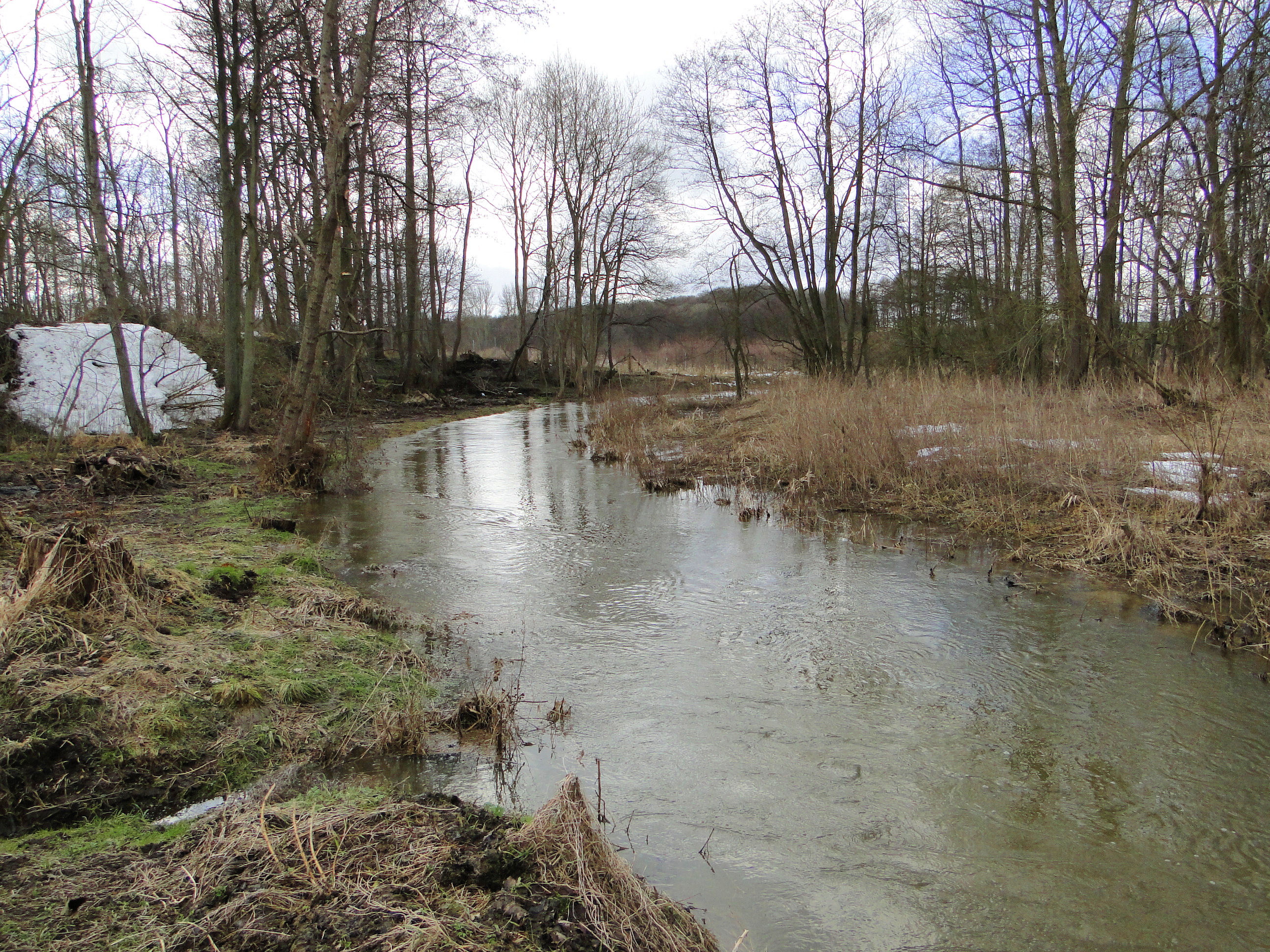
Die Maurine bei Törpt

Zu Niendorf gehören die Ortsteile Bechelsdorf, Ollndorf und Törpt.

## Geschichte

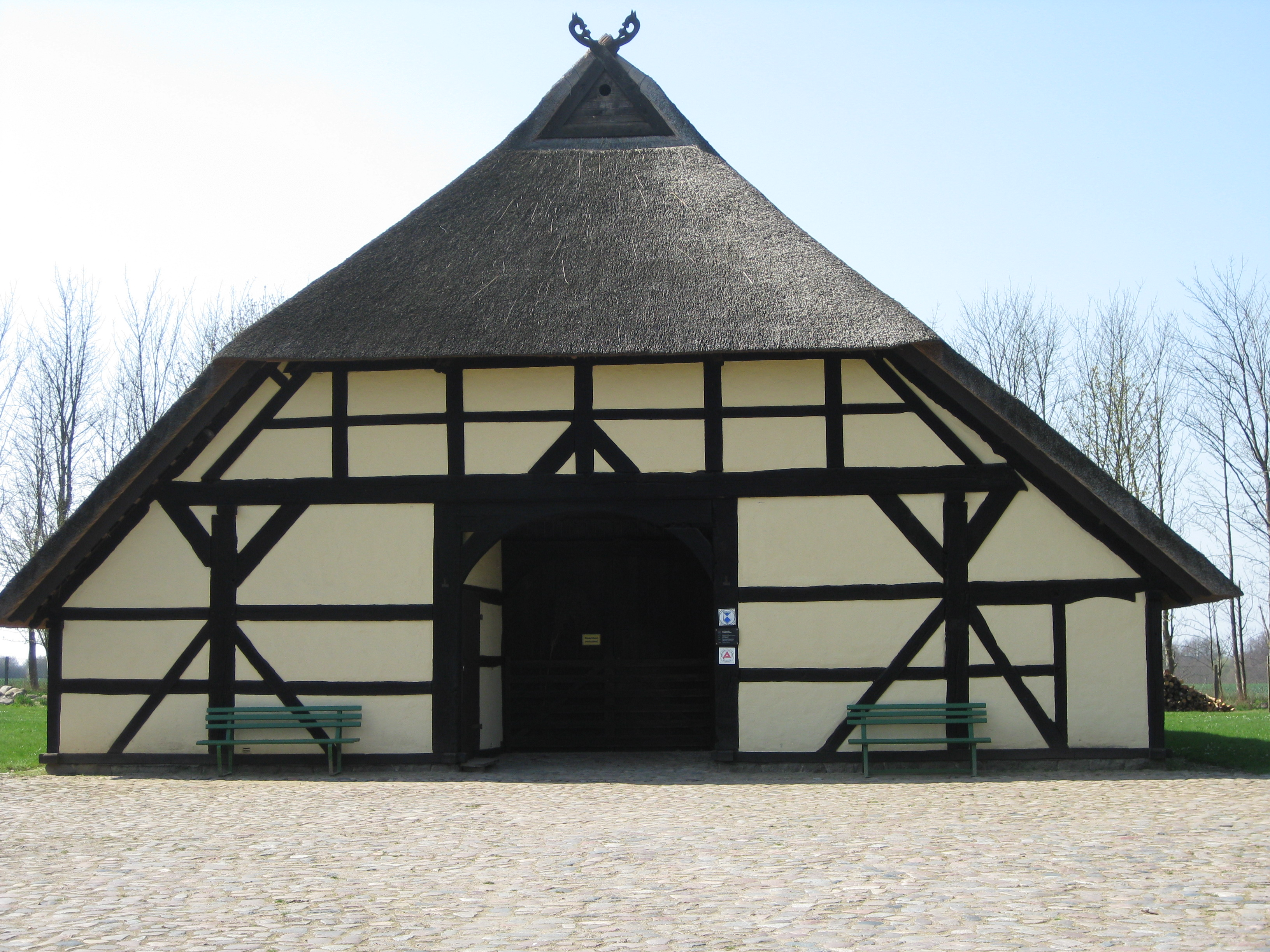
Schulzenhaus des Bechelsdorfer Schulzenhofes in Schönberg

Erstmals wurde der ehemalige Rundling Niendorf zusammen mit dem heutigen Ortsteil Ollndorf 1194 im Isfriedschen Teilungsvertrag urkundlich erwähnt, 1257 Bechelsdorf und 1308 folgte Törpt. In Bechelsdorf stand bis 1960 das älteste Haus der Umgebung (das Schulzenhaus), es wurde in Schönberg als Denkmal-Hof wiederaufgebaut und wird heute vom Volkskundemuseum in Schönberg betrieben. Bemerkenswert sind einige Kegelgräber im Gebiet um Niendorf.
In Bechelsdorf grub der archäologisch interessierte Lübecker Oberförster Carl Hermann Haug (1811–1878) im Jahr 1869 ein Fürstengrab der Bronzezeit aus. Neben einem Dolch und einem Schwertgriff barg der Grabhügel einen zunächst schwer zu identifizierenden Fund aus Leder mit zwei Holzstäben und Beschlägen, die der hinzugezogene Restaurator Carl Julius Milde, der damals in Lübeck im Nöltingschen Haus  lebte, gemeinsam mit dem Apotheker der gegenüber liegenden Löwen-Apotheke Theodor Schorer zunächst als Tasche identifizierte. Nachdem an dieser Bestimmung ab 1895 Zweifel aufkamen, wurde der Gegenstand 1915 zweifelsfrei als Klappstuhl identifiziert. Der Klappstuhl von Bechelsdorf wurde im Lübecker Museum am Dom beim Luftangriff auf Lübeck zerstört und ist nur als Rekonstruktion und in den zeichnerischen Aufnahmen des Fundstücks durch Milde erhalten.
Am 1. Juli 1950 wurden die bis dahin selbständigen Gemeinden Bechelsdorf, Klein Siemz, Olindorf und Törpt eingegliedert, wobei der Ortsteil Klein-Siemz am 1. Juli 1961 in die östliche Nachbargemeinde Groß Siemz umgegliedert wurde. Zum 26. Mai 2019 wurde Niendorf mit Groß Siemz zu der neuen Gemeinde Siemz-Niendorf vereinigt. Letzte Bürgermeisterin war Marianne Bentin.

## Sehenswürdigkeiten
- Schulzenhaus des Bechelsdorfer Schulzenhofes in Schönberg

## Wirtschaft und Infrastruktur
Heute gibt es in Niendorf kleine Handwerksbetriebe (Tischlerei, Lasersysteme), Dienstleistungs- und Handelsbetriebe (Baumaschinen, Kfz, Klimaanlagenservice) sowie Landwirtschaft (u. a. Pferdezucht) und Gartenbau.

## Verkehrsanbindung
Die A 20 (Lübeck – Wismar) führt unmittelbar nördlich an Niendorf vorbei, die Anschlussstellen Schönberg und Lüdersdorf sind jeweils etwa 7 km entfernt. Die wichtige Verbindungsstraße von Schönberg ins lauenburgische Ratzeburg verläuft durch Niendorf. Der nächste Bahnhof befindet sich im wenige Kilometer nördlich liegenden Schönberg (Bahnstrecke Lübeck–Bad Kleinen).